# Дубов Дмитро Олександрович
Дмитро́ Олекса́ндрович Ду́бов (рос. Дмитрий Александрович Дубов; 11 грудня 1918 — 30 червня 1967) — радянський актор театру і кіно.

## Життєпис
Народився у місті Петроград (нині — Санкт-Петербург), Росія.
У 1941 році закінчив Театральне училище імені М. С. Щепкіна при Державному академічному Малому театрі.
У серпні 1941 року призваний до лав РСЧА. У лютому 1942 року закінчив артилерійські КУКС. Учасник німецько-радянської війни: командир взводу 12-го зенітного прожекторного полку 57-ї зенітної артилерійської дивізії ППО Московського фронту ППО, лейтенант.
У 1945 році вийшов у запас. З грудня 1945 року — актор Театру-студії кіноактора, у 1950—1955 роках — актор Театру сатири, згодом — знов актор Театру-студії кіноактора. З 1959 року і до кінця життя — перебував у штаті кіностудії імені Максима Горького.
Помер від інфаркту міокарду. Похований на Ваганьковському кладовищі в Москві.

## Нагороди
Нагороджений орденом Червоної Зірки і медалями.

## Фільмографія
- 1947 — Повість про «Несамовитого» — лікар Маковкін;
- 1948 — Мічурін — Сініцин;
- 1948 — Сторінки життя — Василь Соколов (у титрах немає);
- 1948 — Повість про справжню людину — радист (у титрах немає);
- 1949 — У них є Батьківщина — Петров, радянський шофер (у титрах немає);
- 1949 — Падіння Берліна — солдат Єгоров;
- 1953 — Весілля з приданим — Олександр Сергійович Муравйов, агроном і секретар партбюро колгоспу;
- 1955 — Одного чудового дня — Сергій Петрович Юрченко, секретар райкому;
- 1956 — Коли співають солов'ї — Федір;
- 1958 — Над Тисою — Зубавін, майор-прикордонник;
- 1966 — Маленький утікач — попутник Трохимовича;
- 1967 — Пароль не потрібен — полковник контррозвідки.